# Johanna ter Steege
Johanna ter Steege (Notter, 10 de maio de 1961) é uma atriz neerlandesa.

## Biografias
Estudou na academia de arte dramática de Kampen entre 1979 e 1984, para se graduar como professora de teatro. De 1984 a 1988 esteve na escola de atuação em Arnhem, para se tornar atriz de teatro. Participou do grupo escolar de teatro "De Trust". Em 1988 foi convidada para atuar no filme "O Silêncio do Lago" (The Vanishing), dirigido por George Sluizer, tendo ganho o prêmio "Felix Award" como Melhor Atriz Coadjuvante em Berlin.
Atuou em diferentes linguagens com diretores como Robert Altman (Van Gogh - Vida e Obra de um Gênio de 1990), István Szabó (Queridas Amigas de 1992 "Sweet Emma, Dear Bobe"), Heddy Honigmann (Tot ziens de 1995 "Goodbye") pelo qual ganhou como Melhor Atriz no Festival Internacional do Filme em Locarno), e com Bruce Beresford (Um Canto de Esperança (1997). Trabalhou com os atores Gary Oldman, Glenn Close, Frances McDormand, Isabella Rossellini, Tim Roth and Klaus Maria Brandauer. Em 2001 interpretou a condessa Geschwitz, na peça "Lulu", dirigida por Jonathan Kent (Teatro Almeida em Londres e depois em Washington).